# 鸡娃
鸡娃是中國大陸的网络流行词，意指望子成龙的中产阶级父母给孩子“打鸡血”，要求孩子取得好成绩、好前途。成就未如預期的孩子被謔稱為「爛尾娃」。

## 简介
鸡娃现象的典型人物是“海淀妈妈”（指学历较高且对子女学业要求严格的母亲，类似于老虎妈妈），网传“鸡娃”人生规划表，以考入清华、北大为目标：1岁开始中英双语教学；3岁能看英文绘本，背100首古诗；5岁开始学习奥数……10岁拿到奥数比赛一等奖和剑桥英语考试初级水平PET证书。典型的鸡娃行为包括抢报补习班、买网课等。
鸡娃现象不仅限于中国大陆，也流行于韩国等地，首尔江南区的大峙洞是韩国著名高端补习班聚集地。 鸡娃现象被认为是低生育率的原因之一。